# 콜로서스 (컴퓨터)
콜로서스(영어: Colossus)는 1943년부터 1945년 사이에 영국의 암호 해독가들이 로렌츠 암호 해독을 위해 개발한 컴퓨터이다. 콜로서스는 진공관을 사용해 계산을 수행했다. 콜로서스는 세계 최초의 프로그래밍 가능한 전자 디지털 컴퓨터로 간주되지만, 저장된 프로그램에 의해서가 아니라 스위치와 플러그에 의해 프로그램되고 작동되었다.
콜로서스는 블레츨리 파크의 정부 암호 연구소 소속 수학자 맥스 뉴먼이 제시한 문제를 해결하기 위해 우편국( General Post Office )의 전화기 엔지니어 토미 플라워스가 설계한 것이다. 앨런 튜링이 암호 해독에 사용한 확률론적 방식도 콜로서스의 설계에 영향을 주었다. 앨런 튜링이 에니그마 기계의 암호를 해독하기 위해 콜로서스를 만들었다는 오해가 퍼져 있지만 튜링이 만든 것은 콜로서스가 아니라 전기 기계식 봄브이다.
시제품인 콜로서스 마크 1은 1943년 12월에 작동에 성공했으며, 1944년 초에 블레츨리 파크로 배치되었다. 시프트 레지스터를 사용해 처리 속도를 5배로 높인 모델인 콜로서스 마크 2는 1944년 6월 1일에 처음 작동되어 5일 뒤 개시된 노르망디 상륙작전에서 사용할 수 있었다. 전쟁이 끝났을 때 10대의 콜로서스가 사용되고 있었고 추가로 11번째가 제작 중이었다. 연합군은 블레츨리 파크의 콜로서스를 사용해 유럽 전역에서 독일 국방군최고사령부와 휘하 사령부 사이의 무선 통신 내용을 해독하여 수많은 고급 군사 정보를 확보할 수 있었다.
콜로서스의 존재는 1970년대 중반까지 비밀에 부쳐졌다. 콜로서스 기계와 설계도는 프로젝트의 비밀 유지를 위해 1960년에 파괴된 바 있었다. 이 때문에 콜로서스 관련자들은 생전에 전자 디지털 컴퓨터를 개척한 업적을 인정받지 못했다. 2008년에 토니 세일을 비롯한 몇몇 자원자들은 콜로서스 마크 2의 복원품을 만들어 작동시키는 데 성공했다. 이 복원품은 블레츨리 파크에 위치한 국립 전산 박물관에 전시되어 있다.

## 목적 및 기원
| 바퀴 번호    | 1  | 2  | 3  | 4  | 5  | 6   | 7   | 8  | 9  | 10 | 11 | 12 |
| BP 바퀴 이름 | ψ1 | ψ2 | ψ3 | ψ4 | ψ5 | μ37 | μ61 | χ1 | χ2 | χ3 | χ4 | χ5 |
| 캠 (핀) 수   | 43 | 47 | 51 | 53 | 59 | 37  | 61  | 41 | 31 | 29 | 26 | 23 |

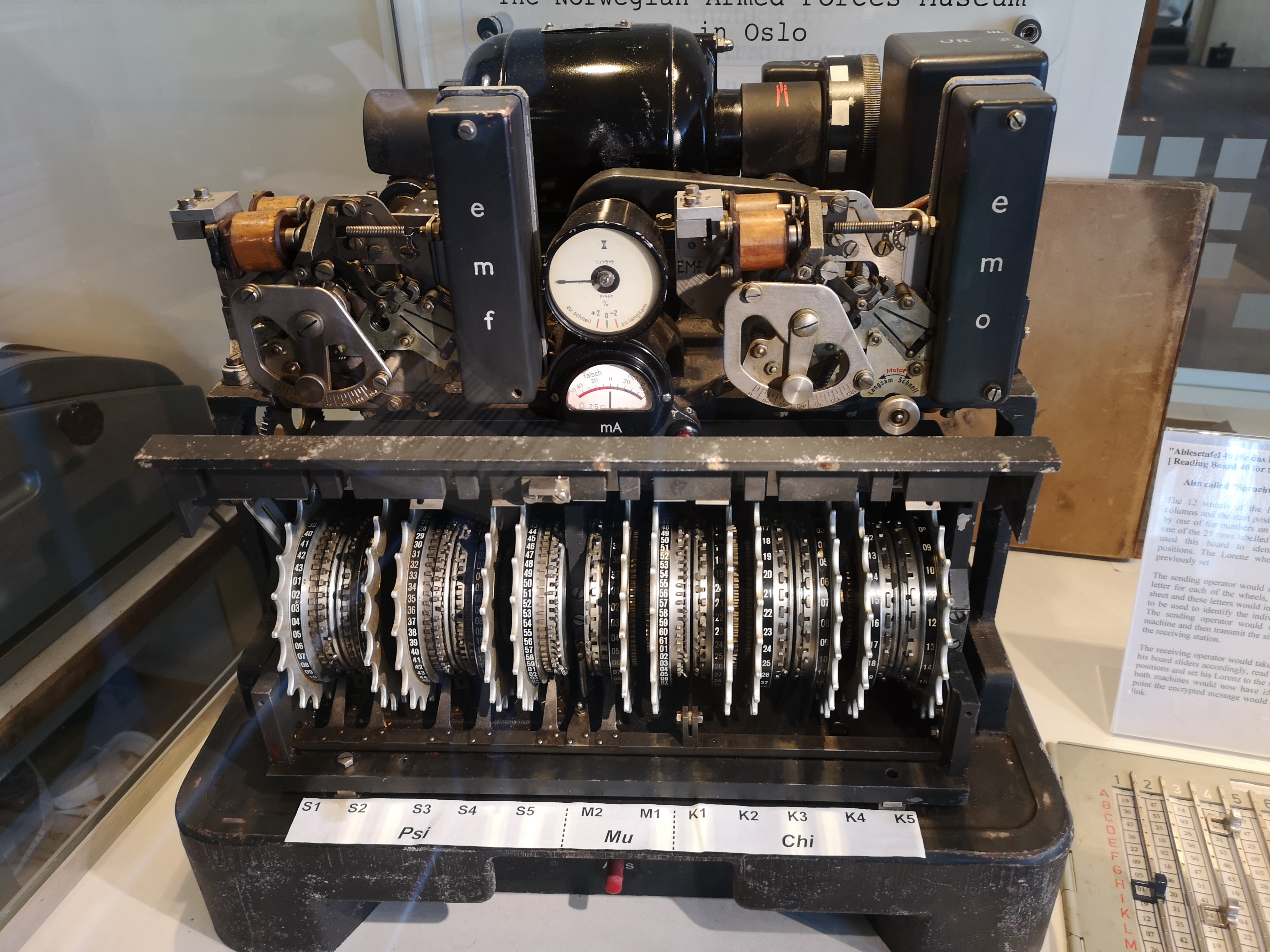
블레츨리 파크의 국립 컴퓨팅 박물관에 있는 로렌츠 SZ42 암호 기계 덮개를 벗긴 모습

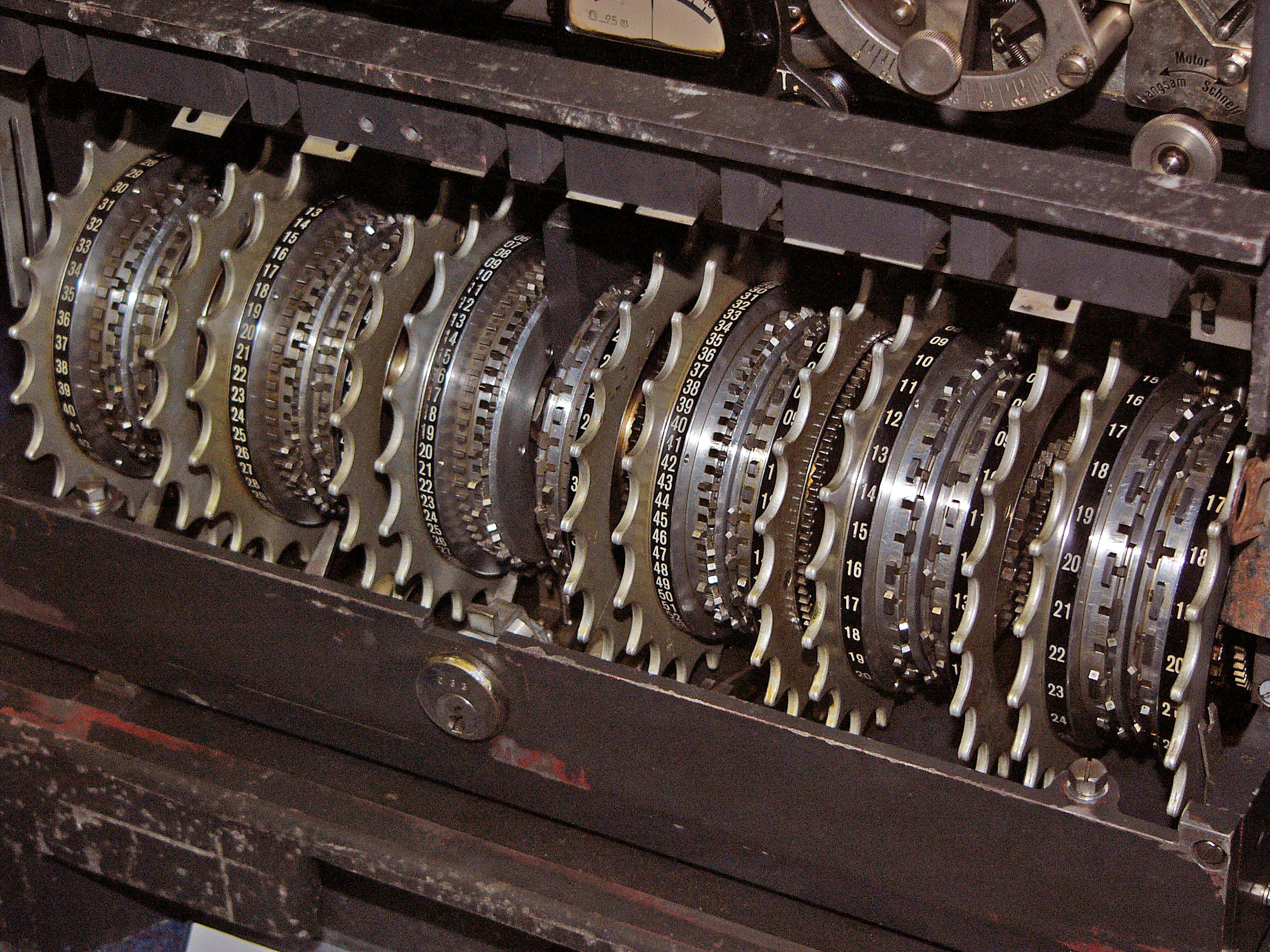
로렌츠 SZ 기계에는 각각 다른 수의 캠("핀")을 가진 12개의 바퀴가 있었다.

콜로서스 컴퓨터는 알 수 없는 장치를 사용하여 암호화된 가로챈 전신타자기 메시지를 해독하는 데 사용되었다. 정보에 따르면 독일군은 무선 전신타자기 전송 시스템을 "Sägefisch"(톱상어)라고 불렀다고 한다. 이로 인해 영국은 암호화된 독일 전신타자기 트래픽을 "피시"라고 불렀고, 알 수 없는 기계와 가로챈 메시지를 "투니"(참치)라고 불렀다.
독일군이 운용 절차의 보안을 강화하기 전에, 영국 암호 분석가들은 보이지 않는 기계가 어떻게 작동하는지 진단하고 "영국 투니"라고 불리는 모조품을 만들었다.
이 기계는 12개의 바퀴를 가지고 있었으며, 표준 5비트 ITA2 전신 코드의 메시지 문자에 버넘 암호화 기술을 사용했다고 추론되었다. 이 기계는 평문 문자를 XOR 불 함수를 사용하여 키 문자 스트림과 결합하여 암호문을 생성했다.
1941년 8월, 독일 운용자들의 실수로 인해 동일한 기계 설정으로 두 가지 버전의 메시지가 전송되었다. 이 메시지들은 블레츨리 파크에서 가로채져 분석되었다. 먼저, 재능 있는 GC&CS 암호 분석가인 존 틸트먼은 거의 4000자 길이의 키스트림을 도출했다. 그 후 연구 부서의 신입 사원인 빌 터트는 이 키스트림을 사용하여 로렌츠 기계의 논리적 구조를 파악했다. 그는 12개의 바퀴가 각각 카이(chi) 바퀴와 프시(psi) 바퀴라고 명명한 두 개의 5개 그룹으로 구성되어 있으며, 나머지 두 개는 뮤(mu) 또는 "모터" 바퀴라고 불렀다고 추론했다. 카이 바퀴는 암호화되는 각 문자마다 규칙적으로 움직였지만, 프시 바퀴는 모터 바퀴의 제어하에 불규칙적으로 움직였다.

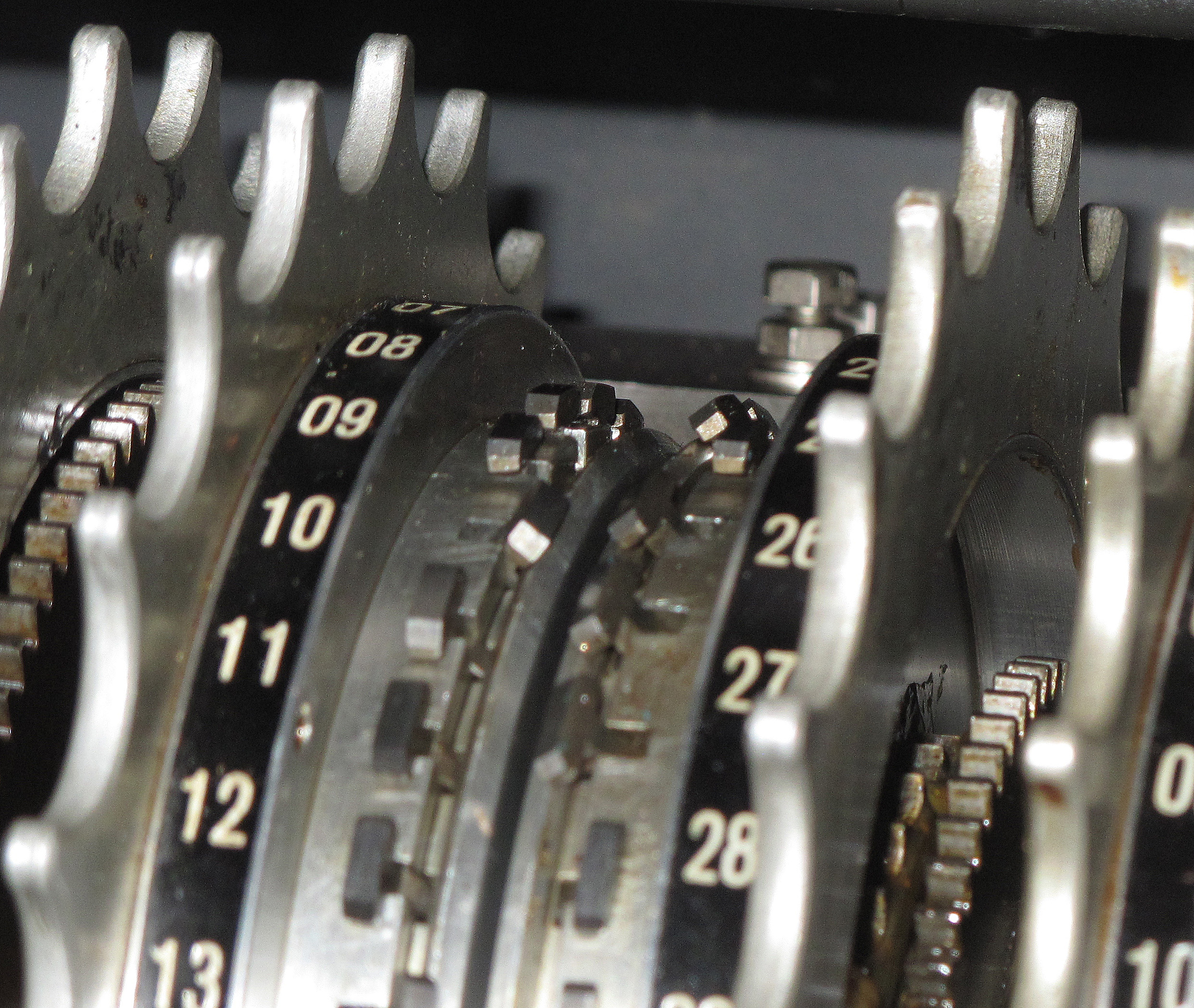
휠 9와 10의 캠이 올라간(활성) 및 내려간(비활성) 위치를 보여준다. 활성 캠은 비트의 값을 반전시킨다(0→1 및 1→0).

충분히 무작위적인 키스트림을 사용하면 버넘 암호는 평문 메시지의 자연어 속성인 고르지 않은 도수 분포를 제거하여 암호문에서 균일한 분포를 생성한다. 투니 기계는 이를 잘 수행했다. 그러나 암호 분석가들은 평문 문자 대신 암호문에서 문자 간의 변화의 빈도 분포를 검토함으로써 시스템에 진입할 수 있는 균일성으로부터의 이탈이 있음을 알아냈다. 이는 각 비트 또는 문자를 후속 비트 또는 문자와 XOR하는 "차분"을 통해 달성되었다. 독일이 항복한 후, 연합군은 투니 기계를 포획했고 그것이 전기 기계식 로렌츠 SZ (Schlüsselzusatzgerät, 암호 부착 장치) 인라인 암호 기계라는 것을 발견했다.
전송된 메시지를 해독하기 위해 두 가지 작업이 수행되어야 했다. 첫 번째는 "휠 해독"으로, 모든 휠의 캠 패턴을 발견하는 것이었다. 이러한 패턴은 로렌츠 기계에 설정된 다음 연속되는 여러 메시지에 대해 고정된 기간 동안 사용되었다. 종종 하나 이상의 메시지를 포함하는 각 전송은 휠의 다른 시작 위치로 암호화되었다. 앨런 튜링은 "튜링 방식"으로 알려진 휠 해독 방법을 발명했다. 튜링의 기술은 수동 분석을 위한 테이블을 콜로서스가 생성할 수 있는 "사각형화"로 더욱 발전되었다. 콜로서스 2, 4, 6, 7, 9에는 이 과정을 돕는 "가젯"이 있었다.
두 번째 작업은 "휠 설정"으로, 특정 메시지에 대한 휠의 시작 위치를 알아내는 것이며 캠 패턴이 알려진 후에만 시도할 수 있었다. 콜로서스는 처음에 이 작업을 위해 설계되었다. 메시지에 대한 카이 휠의 시작 위치를 찾기 위해 콜로서스는 두 문자 스트림을 비교하고, 프로그래밍 가능한 불 함수의 평가에서 통계를 계산했다. 두 스트림은 고속으로 종이 테이프에서 읽히는 암호문과 알 수 없는 독일 기계의 시뮬레이션에서 내부적으로 생성되는 키스트림이었다. 여러 번의 콜로서스 실행을 통해 가능한 카이 휠 설정을 발견한 후, 처리된 암호문에서 문자의 빈도 분포를 검사하여 확인했다. 콜로서스는 이러한 빈도 수를 생성했다.

## 해독 과정
| {\displaystyle P}            | 평문                                                               |
| {\displaystyle K}            | 키 – 이진 XOR로 사용되는 문자열 평문과 함께 암호문을 생성          |
| {\displaystyle \chi }        | 키의 카이 구성 요소                                                |
| {\displaystyle \psi }        | 키의 프시 구성 요소                                                |
| {\displaystyle \psi '}       | 확장 프시 – 프시 바퀴가 추가한 실제 문자열 진전하지 않을 때를 포함 |
| {\displaystyle Z}            | 암호문                                                             |
| {\displaystyle D}            | 탈카이 – 키의 카이 구성 요소를 제거한 암호문                       |
| {\displaystyle \Delta }      | 위에서 언급한 것 중 하나가 다음 문자 또는 비트와 XOR된 것          |
| {\displaystyle \oplus }      | XOR 연산                                                           |
| {\displaystyle \bullet }     | 블레츨리 파크 전보 코드 공백 (제로) 약자                           |
| {\displaystyle \mathbf {x} } | 블레츨리 파크 전보 코드 마크 (하나) 약자                           |

차분과 프시 휠이 각 문자마다 진전하지 않는다는 사실을 사용하여, 터트는 차분된 키스트림의 단 두 비트(펄스)를 차분된 암호문과 비교하면 무작위가 아닌 통계가 나올 것이라고 알아냈다. 이것은 튜트의 "1+2 침입"으로 알려지게 되었다. 이것은 다음 불 함수를 계산하는 것을 포함했다.
{\displaystyle \Delta Z_{1}\oplus \Delta Z_{2}\oplus \Delta \chi _{1}\oplus \Delta \chi _{2}=\bullet }
그리고 그것이 "거짓"(0)을 산출한 횟수를 세었다. 이 숫자가 "설정 합계"로 알려진 미리 정의된 임계값을 초과하면 인쇄되었다. 암호 분석가는 인쇄물을 검토하여 카이-1 및 카이-2 휠에 대한 가상 시작 위치 중 어느 것이 가장 정확할 가능성이 높은지 결정했다.
이 기술은 다른 쌍의 펄스 또는 단일 펄스에 적용되어 다섯 개의 카이 휠 모두의 예상 시작 위치를 결정했다. 이를 통해 암호문의 데카이(D)를 얻을 수 있었고, 여기서 프시 구성 요소를 수동 방법으로 제거할 수 있었다. 암호문의 데카이 버전에서 문자의 빈도 분포가 특정 범위 내에 있으면 카이 휠의 "휠 설정"이 달성된 것으로 간주되었고, 메시지 설정과 데카이는 "테스터리"로 전달되었다. 이곳은 랠프 테스터 소령이 이끄는 블레츨리 파크의 부서로, 대부분의 해독 작업이 수동 및 언어적 방법으로 이루어졌다.
콜로서스는 프시 및 모터 휠의 시작 위치도 파악할 수 있었다. 전쟁 막바지에 콜로서스가 충분히 많이 보급되고 투니 메시지 수가 줄어들면서 이러한 추가 기능을 정기적으로 활용하는 것이 가능해졌다.

## 설계 및 구축

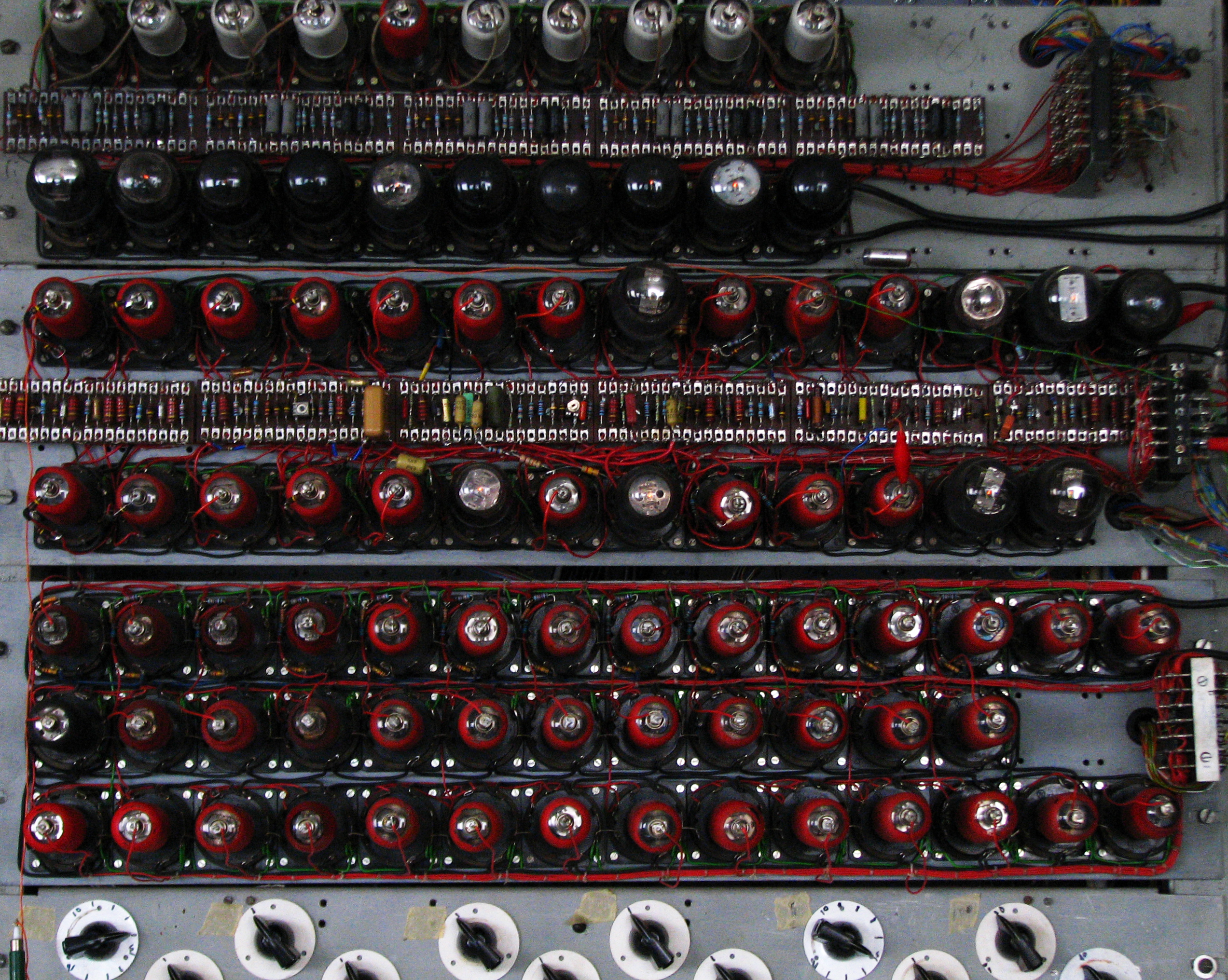
콜로서스 컴퓨터 재현본에 보이는 (진공관) 밸브

콜로서스는 수학자 맥스 뉴먼이 이끄는 부서인 "뉴머니"를 위해 개발되었으며, 12개의 로터 로렌츠 SZ40/42 온라인 전신타자기 암호 기계 (코드명 투니, 참치)에 대한 기계적 방법을 담당했다. 콜로서스 설계는 덜 야심 찬 계산 기계인 "히스 로빈슨"을 생산한 병렬 프로젝트에서 비롯되었다. 히스 로빈슨 기계는 이 과정에서 기계 분석의 개념을 증명했지만 심각한 한계가 있었다. 전기 기계 부품은 상대적으로 느렸고, 암호화된 메시지를 담은 종이 테이프와 로렌츠 기계의 키스트림 일부를 나타내는 다른 테이프 두 개를 동기화하기 어려웠다. 또한 테이프는 초당 최대 2000자까지 읽을 때 늘어나고 끊어지는 경향이 있었다.

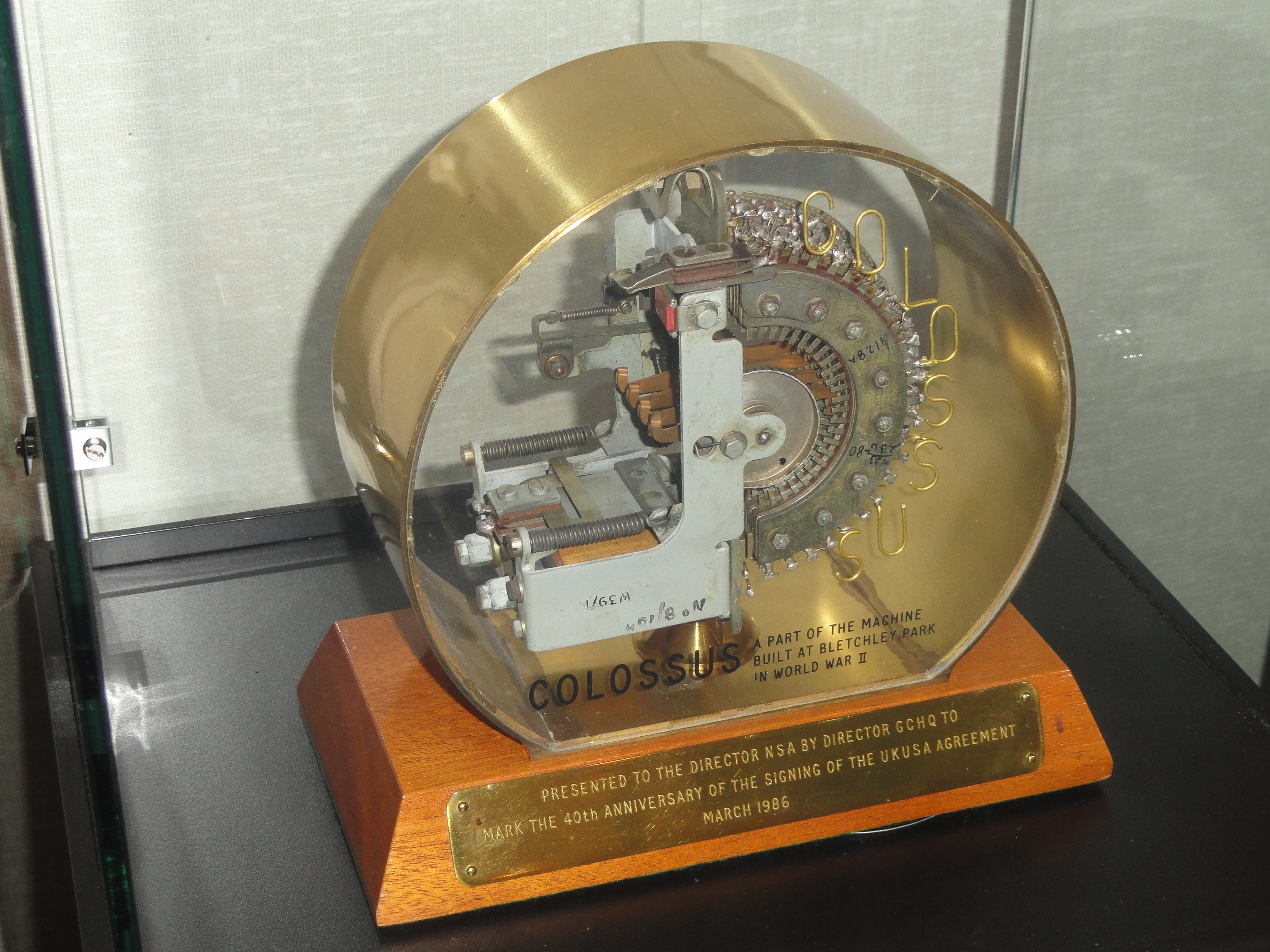
1986년 UKUSA 협정 40주년을 기념하여 GCHQ 국장이 NSA 국장에게 선물한 오리지널 콜로서스의 계전기라고 전해진다.

토미 플라워스 MBE는 돌리스 힐의 우체국 연구소에서 선임 전기 엔지니어이자 스위칭 그룹장이었다. 콜로서스 작업 이전에 그는 1941년 2월부터 블레츨리 파크에서 GC&CS와 함께 독일 에니그마 암호 기계의 암호 해독에 사용된 봄브를 개선하기 위한 시도에 참여했다. 그는 앨런 튜링에 의해 맥스 뉴먼에게 추천되었는데, 튜링은 플라워스가 봄브에 기여한 작업에 깊은 인상을 받았다. 히스 로빈슨 기계의 주요 구성 요소는 다음과 같았다.
- 초당 1000에서 2000자 사이의 속도로 루프된 키 및 메시지 테이프를 실행하는 테이프 전송 및 판독 메커니즘.
- 튜트의 방법의 논리를 구현한 조합 장치.
- 말번의 통신 연구소(TRE)의 C. E. 윈-윌리엄스가 설계한 계수 장치로, 논리 함수가 지정된 진릿값을 반환하는 횟수를 세었다.

플라워스는 히스 로빈슨의 조합 장치를 설계하기 위해 투입되었다. 그는 메시지 테이프와 동기화되어야 하는 키 테이프 시스템에 감명받지 못했고, 독자적인 주도로 로렌츠(투니) 기계의 전자 아날로그를 통해 키 테이프의 필요성을 없앤 전자 기계를 설계했다. 그는 1943년 2월 이 설계를 맥스 뉴먼에게 제출했지만, 제안된 1천~2천 개의 열이온 밸브(진공관 및 사이러트론)가 안정적으로 함께 작동할 수 있다는 생각은 큰 회의론에 부딪혔고, 그래서 돌리스 힐에서 더 많은 로빈슨이 주문되었다. 그러나 플라워스는 전쟁 전 작업에서 대부분의 열이온 밸브 고장이 전원 켤 때의 열 응력으로 인해 발생하며, 따라서 기계의 전원을 끄지 않으면 고장률이 매우 낮은 수준으로 줄어든다는 것을 알고 있었다. 또한 히터를 저전압에서 시작하여 서서히 완전 전압으로 올리면 열 응력이 줄어들었다. 밸브 자체는 플러그인 베이스의 불안정 문제를 피하기 위해 납땜될 수 있었다. 플라워스는 이 아이디어를 고수했으며 연구소 소장인 W. 고든 래들리로부터 지지를 얻었다.
플라워스와 스위칭 그룹의 약 50명의 팀원들은 1943년 2월 초부터 11개월 동안 히스 로빈슨의 두 번째 테이프를 없애고 바퀴 패턴을 전자적으로 생성하는 기계를 설계하고 구축하는 데 시간을 보냈다. 플라워스는 이 프로젝트에 자신의 돈 일부를 사용했다. 이 시제품인 마크 1 콜로서스는 1,600개의 열이온 밸브(진공관)를 포함하고 있었다. 1943년 12월 8일 돌리스 힐에서 만족스럽게 작동했으며, 해체되어 블레츨리 파크로 운송되어 1월 18일에 도착했고, 해리 펜섬과 돈 호우드에 의해 재조립되었다. 1월에 가동되었으며 1944년 2월 5일 첫 메시지를 성공적으로 공격했다. 그것은 거대한 구조였고 '콜로서스'라는 별명이 붙었다. 맥스 뉴먼이 1944년 1월 18일에 작성한 국립 문서보관소에 보관된 메모에는 "콜로서스가 오늘 도착했다"고 기록되어 있다.
시제품 개발 중 개선된 설계인 마크 2 콜로서스가 개발되었다. 이 중 4대가 1944년 3월에 주문되었고 4월 말까지 주문량이 12대로 늘어났다. 돌리스 힐은 6월 1일까지 첫 번째 기계를 작동시키라는 압력을 받았다. 알렌 쿰스가 마크 2 콜로서스 생산을 주도했으며, 2,400개의 밸브를 포함한 첫 번째 기계는 1944년 6월 1일 08:00에 가동되어 노르망디 상륙 작전과 동시에 시작되었다. 이후 콜로서스들은 약 한 달에 한 대씩 인도되었다. V-E Day까지 블레츨리 파크에는 10대의 콜로서스가 가동 중이었고, 11번째 콜로서스 조립이 시작되었다. 콜로서스 중 7대는 '휠 설정'에, 3대는 '휠 해독'에 사용되었다.

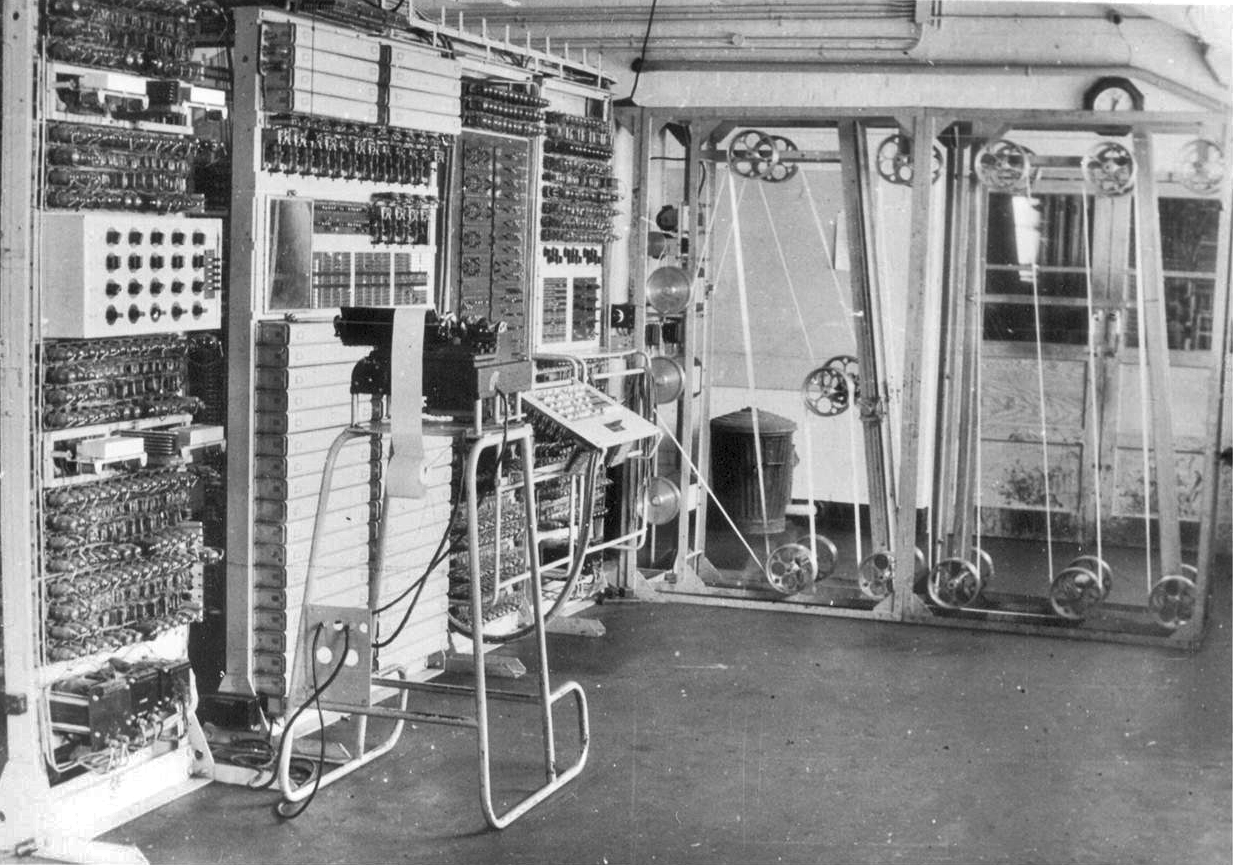
1944년에 블레츨리 파크 H동에 설치된 콜로서스 10. 이 공간은 현재 국립 컴퓨팅 박물관의 투니 갤러리가 있는 곳이다.

마크 2 설계의 주요 단위는 다음과 같다.
- 8개 광전지 판독 메커니즘을 갖춘 테이프 전송 장치.
- 6자 FIFO 시프트 레지스터.
- 로렌츠 기계를 시뮬레이션하여 각 바퀴에 대한 비트 스트림을 생성하는 12개의 사이러트론 링 저장소.
- 프로그램 및 "설정 합계"를 지정하기 위한 스위치 패널.
- 불 연산을 수행하는 기능 단위 세트.
- 테이프의 일부에 대한 계산을 중단할 수 있는 "스팬 카운터".
- 클럭, 시작 및 정지 신호, 카운터 판독 및 인쇄를 처리하는 마스터 제어 장치.
- 5개의 전자 카운터.
- 전기 타자기.

전자기기 설계의 대부분은 토미 플라워스의 작업이었고, 윌리엄 챈들러, 시드니 브로드허스트, 알렌 쿰스가 도왔으며, 에리 스파이트와 아놀드 린치가 광전지 판독 메커니즘을 개발했다. 쿰스는 플라워스가 자신의 설계 초안을 완성한 후, 그것을 조각내어 동료들에게 상세 설계를 하도록 나누어주고 팀원들이 그것을 제조하도록 했다고 회상했다. 마크 2 콜로서스는 시제품보다 5배 빠르고 조작이 더 간단했다.
콜로서스에 데이터 입력은 암호화된 가로챈 메시지의 종이 테이프 사본을 광전식으로 읽는 방식이었다. 데이터의 내부 저장이 없었기 때문에 연속 루프로 배열되어 여러 번 읽고 다시 읽을 수 있었다. 이 설계는 스프로킷 구멍을 읽어서 클럭 신호를 생성함으로써 전자 장치와 메시지 테이프 속도를 동기화하는 문제를 극복했다. 따라서 작동 속도는 테이프를 읽는 기계적 장치에 의해 제한되었다. 개발 과정에서 테이프 리더는 테이프가 분해되기 전에 초당 9700자(53 mph)까지 테스트되었다. 그래서 정기적인 사용 속도는 초당 5000자(40 ft/s (12.2 m/s; 27.3 mph))로 결정되었다. 플라워스는 6자 시프트 레지스터를 설계했는데, 이는 델타 함수(ΔZ)를 계산하고 다섯 프로세서에서 투니 휠의 다섯 가지 가능한 시작점을 테스트하는 데 모두 사용되었다. 이 5방향 병렬 처리는 5가지 동시 테스트 및 계산을 수행하여 초당 25,000자라는 효과적인 처리 속도를 제공했다. 계산은 W. T. Tutte와 동료들이 투니 메시지를 해독하기 위해 고안한 알고리즘을 사용했다.

## 운용

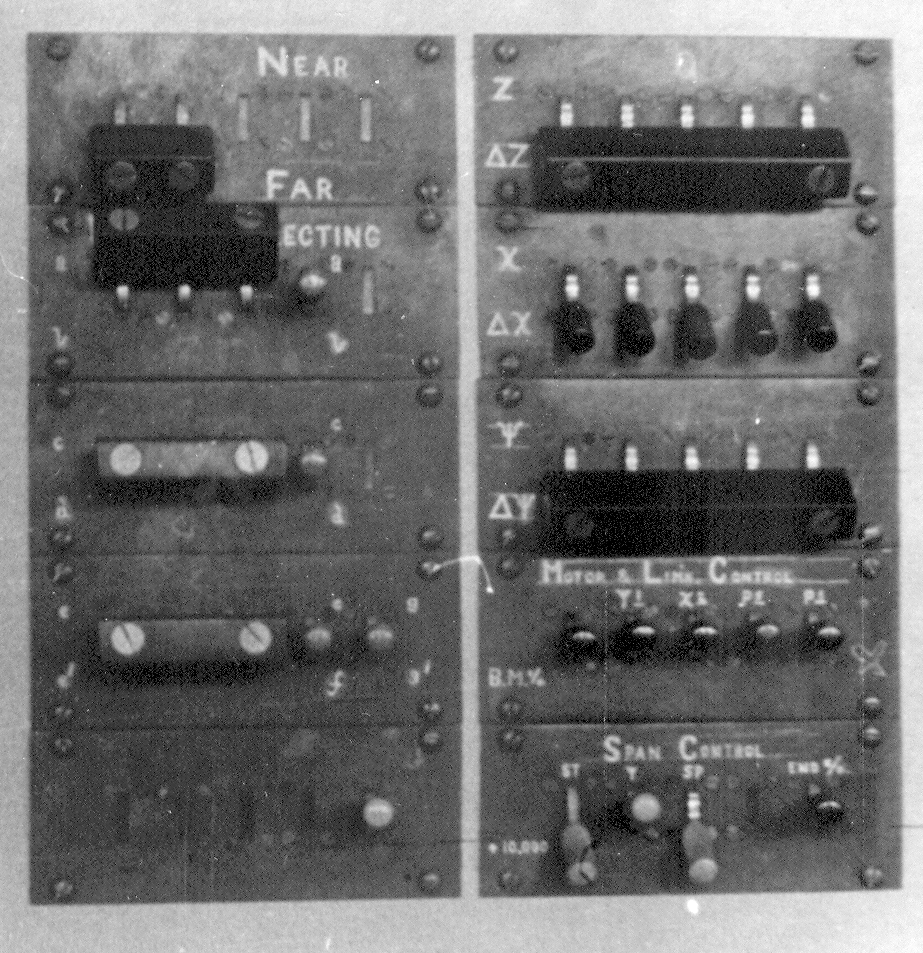
콜로서스 선택 패널, 베드스테드에 있는 원거리 테이프 선택 및 알고리즘 입력을 위한 ΔZ, Δ 및 Δ 선택

뉴머니는 암호 분석가, 왕립 해군 여성 복무단(WRNS) 요원(일명 "렌")과 유지 보수 및 수리를 위해 상주하는 엔지니어들로 구성되었다. 전쟁이 끝날 무렵에는 272명의 렌과 27명의 남성으로 구성되었다.
새로운 메시지를 위해 콜로서스를 작동시키는 첫 번째 작업은 종이 테이프 루프를 준비하는 것이었다. 이것은 렌들이 보스틱 접착제를 사용하여 두 끝을 붙여서 메시지의 끝과 시작 사이에 150자의 빈 테이프 길이가 있도록 보장함으로써 수행되었다. 그들은 특수 수동 펀치를 사용하여 빈 섹션 끝에서 세 번째와 네 번째 채널 2+1⁄2 스프로킷 구멍 사이에 시작 구멍을, 메시지 문자의 끝에서 네 번째와 다섯 번째 채널 1+1⁄2 스프로킷 구멍 사이에 정지 구멍을 삽입했다. 이 구멍들은 특별히 배치된 광전지로 읽혀 메시지가 시작될 때와 끝날 때를 나타냈다. 그런 다음 작업자는 종이 테이프를 게이트를 통해 침대 프레임의 도르래 주위로 끼우고 장력을 조절했다. 두 개의 테이프 침대 프레임 디자인은 히스 로빈슨에서 계승되어 한 테이프를 로드하는 동안 이전 테이프를 실행할 수 있었다. 선택 패널의 스위치는 "가까운" 테이프 또는 "먼" 테이프를 지정했다.
여러 리셋 및 제로화 작업을 수행한 후, 렌 운영자들은 암호 분석가의 지시에 따라 "설정 합계" 10진수 스위치와 K2 패널 스위치를 작동시켜 원하는 알고리즘을 설정했다. 그런 다음 침대 프레임 테이프 모터와 램프를 시작하고, 테이프가 속도에 도달하면 마스터 시작 스위치를 작동시켰다.

## 프로그래밍

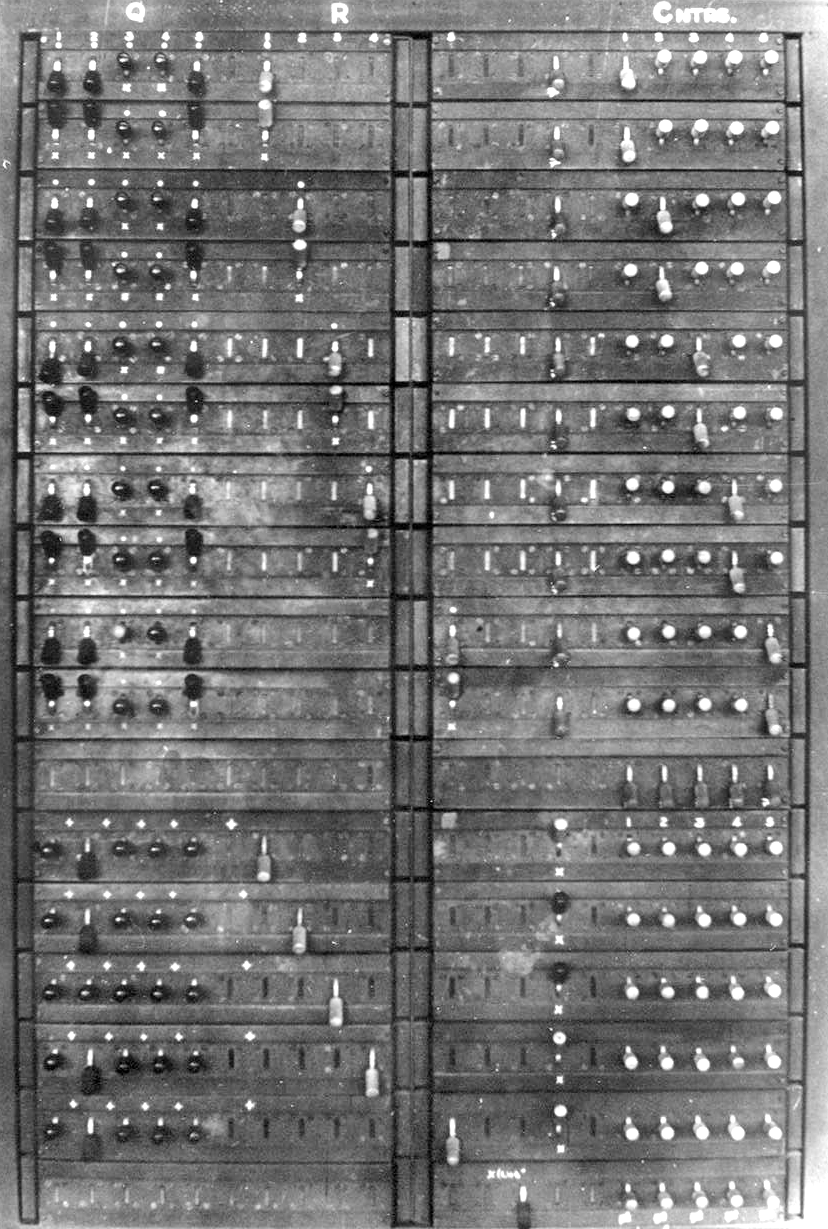
알고리즘(왼쪽)과 선택할 카운터(오른쪽)를 지정하는 스위치가 있는 콜로서스 K2 스위치 패널

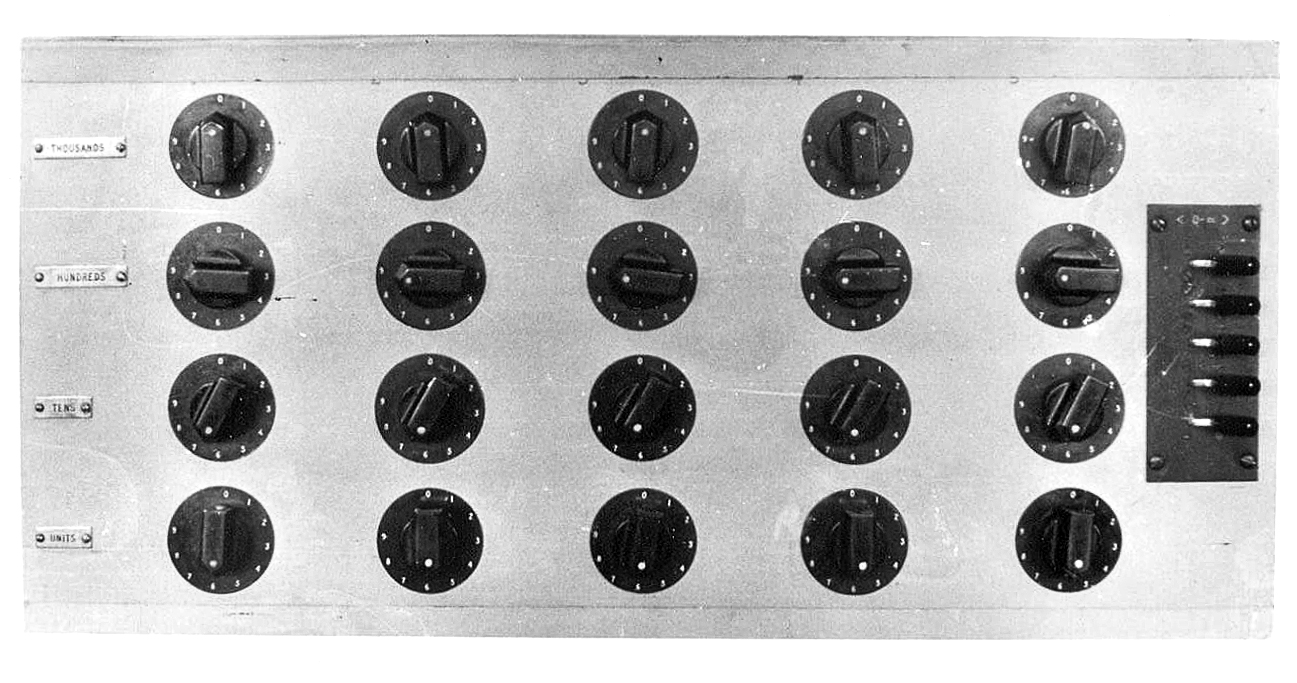
콜로서스 '총합 설정' 스위치 패널

미국 해군 OP-20-G의 수학자이자 암호 분석가인 하워드 캠페인은 플라워스의 1983년 논문 "콜로서스 설계"의 서문에 다음과 같이 썼다.
제가 본 콜로서스는 암호 분석가 겸 프로그래머의 관점입니다. 저는 기계에게 특정 계산과 계수를 하도록 지시했고, 결과를 연구한 후 다른 작업을 하도록 지시했습니다. 기계는 이전 결과를 기억하지 못했고, 기억하더라도 그에 따라 행동할 수 없었습니다. 콜로서스와 저는 때때로 독일군이 "게하임슈라이버"라고 부르고 암호 분석가들이 "피시"라고 부른 특이한 독일 암호 시스템을 분석하는 상호작용을 번갈아 가며 수행했습니다.

콜로서스는 프로그램 내장식 컴퓨터가 아니었다. 5개의 병렬 프로세서의 입력 데이터는 루프된 메시지 종이 테이프와 카이, 프시, 모터 휠용 전자 패턴 발생기에서 읽어 들였다. 프로세서용 프로그램은 스위치와 잭 패널 연결부에 설정되고 유지되었다. 각 프로세서는 불 함수를 평가하고 메시지 테이프의 각 통과에 대해 지정된 "거짓"(0) 또는 "참"(1) 값으로 나오는 횟수를 계산하고 표시할 수 있었다.
프로세서로의 입력은 두 가지 소스에서 나왔는데, 테이프 판독에서 얻은 시프트 레지스터와 투니 기계의 휠을 에뮬레이트한 사이러트론 링이었다. 종이 테이프의 문자는 Z라고 불렸고, 투니 에뮬레이터에서 나온 문자는 빌 터트가 기계의 논리적 구조를 파악할 때 붙인 그리스 문자로 지칭되었다. 선택 패널에서 스위치는 잭 필드와 'K2 스위치 패널'로 전달될 데이터에 대해 Z 또는 ΔZ, {\displaystyle \chi } 또는 Δ{\displaystyle \chi }, 그리고 {\displaystyle \psi } 또는 Δ{\displaystyle \psi }를 지정했다. 휠 시뮬레이터의 이러한 신호는 메시지 테이프의 각 새 통과마다 단계적으로 진행되거나 진행되지 않도록 지정할 수 있었다.
K2 스위치 패널에는 알고리즘을 지정하는 스위치 그룹이 왼쪽에 있었다. 오른쪽에 있는 스위치는 결과가 공급되는 카운터를 선택했다. 플러그보드는 덜 전문화된 조건을 부과할 수 있게 했다. 전반적으로 K2 스위치 패널 스위치와 플러그보드는 선택된 변수의 약 50억 가지 조합을 허용했다.
예를 들어: 메시지 테이프에 대한 실행 세트는 처음에 터트의 1+2 알고리즘과 같이 두 개의 카이 휠을 포함할 수 있다. 이러한 두 휠 실행은 긴 실행이라고 불렸으며, 병렬 처리를 사용하여 시간을 5배 단축하지 않으면 평균 8분이 걸렸다. 후속 실행은 하나의 카이 휠만 설정하는 것을 포함할 수 있으며, 약 2분 정도의 짧은 실행이 된다. 처음에는 초기 긴 실행 후 다음에 시도할 알고리즘의 선택이 암호 분석가에 의해 지정되었다. 그러나 경험상 이 반복 프로세스를 위한 의사 결정 트리를 일부 경우에 렌 운영자가 사용할 수 있도록 생성할 수 있음이 나타났다.

## 영향 및 운명
콜로서스는 현대 표준으로 볼 때 제한적이지만, 프로그래밍 가능한 최초의 전자 디지털 기계였음에도 불구하고,“A Brief History of Computing. Jack Copeland, June 2000”. 《Alanturing.net》. 2017년 10월 26일에 확인함. 불 알고리즘 평가 결과를 세는 것을 포함하여 다양한 암호 해독 작업을 위해 설계되었기 때문에 범용 기계는 아니었다.
따라서 콜로서스 컴퓨터는 완전한 튜링 완전 기계가 아니었다. 그러나 샌프란시스코 대학교의 벤자민 웰스 교수는 제작된 10대의 콜로서스 기계 전체를 특정 클러스터로 재배열하면 전체 컴퓨터 세트가 범용 튜링 기계를 시뮬레이션할 수 있었고, 따라서 튜링 완전했을 것이라고 보여주었다.
콜로서스와 그 제작 이유는 매우 비밀스러웠고 전쟁 후 30년 동안 그렇게 유지되었다. 따라서 수년 동안 컴퓨터의 역사에 포함되지 않았고, 플라워스와 그의 동료들은 그들이 받아야 할 인정을 받지 못했다. 콜로서스 두 대를 제외하고 모두 전쟁 후 해체되었고 부품은 우체국으로 반환되었다. 일부 부품은 원래 목적에 대한 정보를 삭제한 후 맥스 뉴먼의 왕립학회 컴퓨팅 기계 연구소로 옮겨져 맨체스터 대학교에 보관되었다. 두 대의 콜로서스는 두 대의 투니 기계와 함께 보존되어 1946년 4월 GCHQ의 이스트코트 새 본부로, 그리고 1952년에서 1954년 사이에 첼트넘으로 옮겨졌다. 콜로서스 중 하나인 콜로서스 블루는 1959년에 해체되었고, 다른 하나는 1960년대에 해체되었다. 토미 플라워스는 모든 문서를 파괴하라는 명령을 받았다. 그는 성실하게 그것들을 용광로에 태웠고 나중에 그 명령에 대해 말했다.
그것은 끔찍한 실수였습니다. 저는 모든 기록을 파괴하라는 지시를 받았고, 그대로 했습니다. 모든 도면과 계획, 그리고 콜로서스에 대한 모든 서류 정보를 난로에 넣고 타는 것을 지켜봤습니다.

콜로서스들은 다양한 성공 수준으로 다른 목적으로 개조되었고, 말년에는 훈련용으로 사용되었다. 잭 굿은 자신이 전쟁 후 처음으로 콜로서스를 사용했으며, 미국 국가안보국이 특수 목적 기계를 만들 계획이었던 기능에 콜로서스를 사용할 수 있다고 설득했다고 회상했다. 콜로서스는 또한 원 타임 패드 테이프의 문자 수를 계산하여 무작위성 여부를 테스트하는 데도 사용되었다.
콜로서스와 관련이 있었고 대규모의 신뢰할 수 있는 고속 전자 디지털 컴퓨팅 장치가 가능하다는 것을 알았던 소수의 사람들은 영국과 아마도 미국에서 초기 컴퓨터 작업에 중요한 역할을 했다. 그러나 너무나 비밀스러웠기 때문에 후기 컴퓨터 개발에 직접적인 영향을 거의 미치지 못했으며, 그 당시의 중요한 컴퓨터 아키텍처는 에드박이었다. 1972년, 콜로서스와 앨런 튜링(ACE), 맥스 뉴먼(맨체스터 컴퓨터) 및 해리 허스키(Bendix G-15)와 같은 사람들의 프로젝트에 대한 유산을 알지 못했던 허먼 골드스타인은 다음과 같이 썼다.
영국은 전쟁 직후 컴퓨터 분야에서 너무나 많은 잘 구상되고 잘 실행된 프로젝트를 시작할 수 있었던 엄청난 활력을 가지고 있었다.

1970년대에 콜로서스에 대한 정보를 발굴한 브라이언 랜델 교수는 이에 대해 다음과 같이 언급했다.
제 생각에 콜로서스 프로젝트는 이러한 활력의 중요한 원천이었으며, 디지털 컴퓨터 발명 연대기에서 그 중요성만큼이나 대체로 간과되어 왔습니다.

랜델의 노력은 1970년대 중반부터 결실을 맺기 시작했다. 블레츨리 파크에 대한 비밀은 그룹 캡틴 윈터보텀이 1974년에 그의 저서 『울트라 시크릿』을 출판하면서 깨졌다. 랜델은 1976년 6월 10일-15일 뉴멕시코주 로스앨러모스 과학 연구소에서 열린 컴퓨터 역사 컨퍼런스를 위해 영국 컴퓨터 과학 역사를 연구하고 있었고, 돌리스 힐의 우체국 연구소에서 콜로서스 전시의 전시 발전(1975년 10월 영국 정부가 공공 기록 보관소에서 일련의 캡션이 달린 사진을 공개했다)에 대한 논문을 발표할 허가를 받았다. 그의 논문의 "폭로"에 대한 관심으로 특별 저녁 회의가 열렸고, 랜델과 쿰스는 추가 질문에 답변했다. 쿰스는 나중에 우리 팀의 어떤 멤버도 동료애, 목적 의식, 그리고 무엇보다도 그 시절의 숨 막히는 흥분을 잊을 수 없을 것이라고 썼다. 1977년 랜델은 여러 저널에 "최초의 전자 컴퓨터"라는 기사를 게재했다.
2000년 10월, 투니 암호 및 그 암호 해독에 대한 500페이지 분량의 기술 보고서인 "투니 일반 보고서"가 GCHQ에 의해 국립 공공 기록 보관소에 공개되었으며, 여기에는 콜로서스와 함께 작업했던 암호 학자들이 콜로서스에 바치는 매혹적인 찬사가 담겨 있다.
작동 중인 콜로서스의 매력을 충분히 전달할 수 없음이 유감스럽다. 엄청난 크기와 복잡해 보이는 모습, 반짝이는 도르래 주위를 도는 얇은 종이 테이프의 환상적인 속도, not-not, span, print main header 등 다른 장치들의 아이 같은 즐거움, 글자 그대로 기계적으로 해독되는 마법 같은 작업(한 초보자는 속고 있다고 생각했다), 인간의 도움 없이 정확한 점수를 인쇄하는 타자기의 섬뜩한 움직임, 디스플레이의 단계별 진행, 간절한 기대감이 절정에 달했다가 갑자기 나타나는 기다리던 점수, 그리고 모든 유형의 실행을 특징짓는 이상한 리듬: 위엄 있는 침입, 불규칙한 단기 실행, 규칙적인 바퀴 해독, 캐리지 리턴의 격렬한 도약으로 방해받는 둔중한 사각형, 모터 실행의 광란적인 수다, 심지어 수많은 가짜 점수의 우스꽝스러운 광기까지.

## 재건

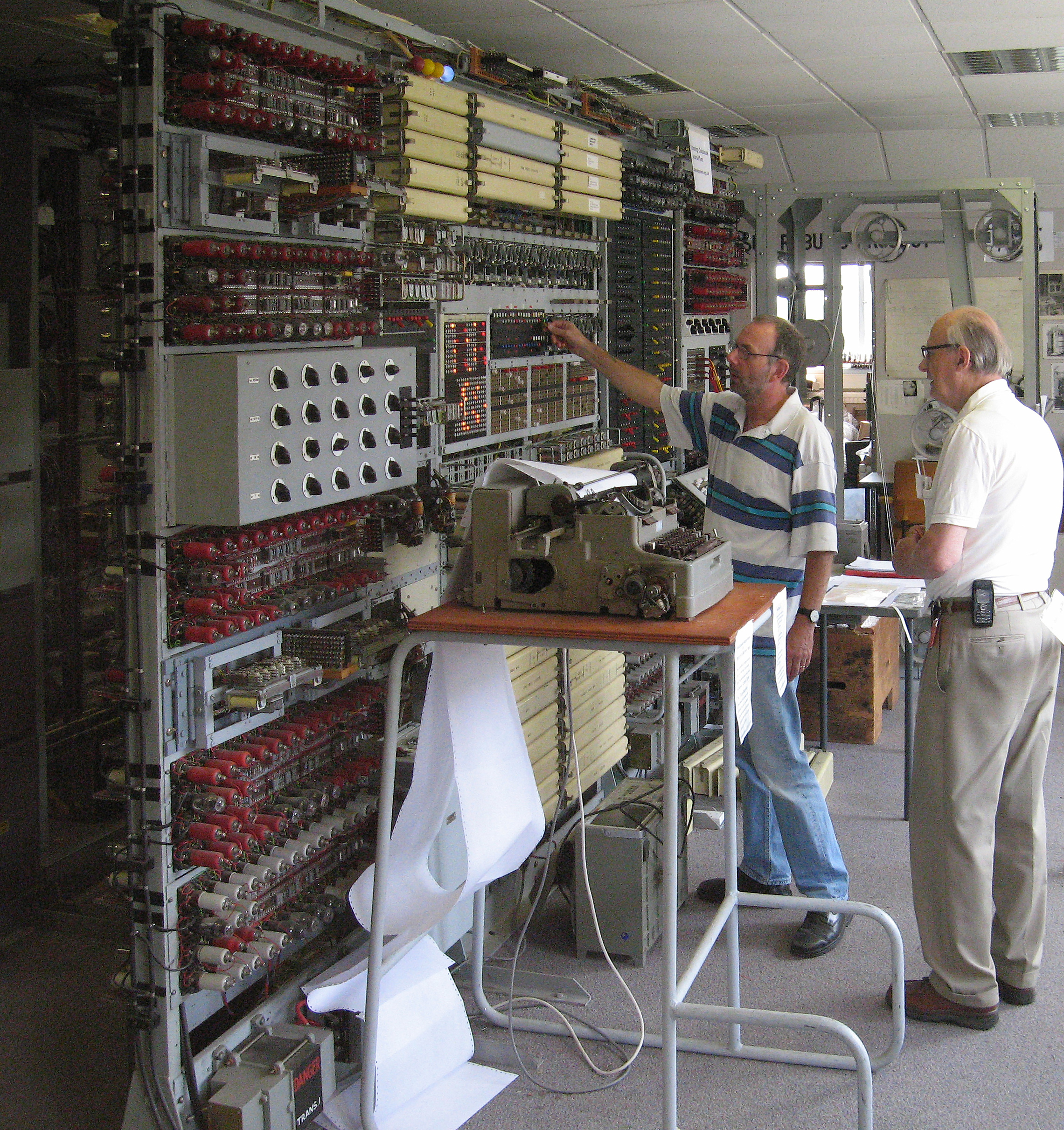
토니 세일 (오른쪽)이 이끄는 팀이 블레츨리 파크에서 콜로서스 마크 II를 재건했다. 2006년에 세일은 완성된 기계로 암호화된 메시지를 해독하는 작업을 감독하고 있다.

토니 세일이 이끄는 팀은 1993년부터 2008년까지 콜로서스 마크 2의 완전한 기능적 재건을 수행했다. 설계도와 하드웨어가 파괴되었음에도 불구하고, 주로 엔지니어들의 노트북과 상당량의 미국 자료에서 놀랍게도 많은 자료가 살아남았다. 광학 테이프 리더가 가장 큰 문제였을 수 있지만, 원래 설계자인 아놀드 린치 박사는 자신의 원래 사양에 맞게 재설계할 수 있었다. 재건된 콜로서스는 버킹엄셔 밀턴킨스의 블레츨리 파크 H 블록에 있는 국립 컴퓨팅 박물관의 콜로서스 9호의 역사적으로 올바른 위치에 전시되어 있다.
2007년 11월, 프로젝트 완료를 축하하고 국립 컴퓨팅 박물관의 기금 모금 활동을 시작하기 위해, 암호 해독 챌린지는 재건된 콜로서스와 전 세계 아마추어 무선사들을 대결시켰다. 로렌츠 SZ42를 사용하여 암호화되고 하인츠 닉스도르프 박물관 컴퓨터 박물관의 DL0HNF 라디오 방송국에서 전송된 세 가지 메시지를 누가 먼저 수신하고 해독하는지 겨루었다. 이 챌린지는 행사를 위해 신중하게 준비하고 에이다를 사용하여 자신만의 신호 처리 및 암호 해독 코드를 개발한 아마추어 무선 애호가 요아힘 슈트(Joachim Schüth)가 쉽게 우승했다. 콜로서스 팀은 2차 세계대전 당시의 무선 장비를 사용하려다 수신 상태 불량으로 하루 지연되는 어려움을 겪었다. 그럼에도 불구하고 우승자의 1.4 GHz 노트북은 자신의 코드를 실행하여 12개 바퀴 모두의 설정을 찾는 데 1분도 채 걸리지 않았다. 독일 암호 해독가는 "제 노트북은 초당 120만 자의 암호문을 처리했습니다. 이는 콜로서스보다 240배 빠릅니다. CPU 주파수를 그 배수로 환산하면 콜로서스의 등가 클럭은 5.8 MHz가 됩니다. 1944년에 만들어진 컴퓨터로는 놀라운 속도입니다."라고 말했다.
암호 챌린지는 재건 프로젝트의 성공적인 완성을 입증했다. 토니 세일은 "오늘의 성능으로 볼 때 콜로서스는 60년 전과 똑같이 훌륭하다"고 언급했다. "우리는 블레츨리 파크에서 일했던 사람들과 이러한 암호를 해독하고 전쟁을 몇 달 단축시킨 이 환상적인 기계를 고안한 사람들에게 적절한 찬사를 보낼 수 있게 되어 기쁩니다."

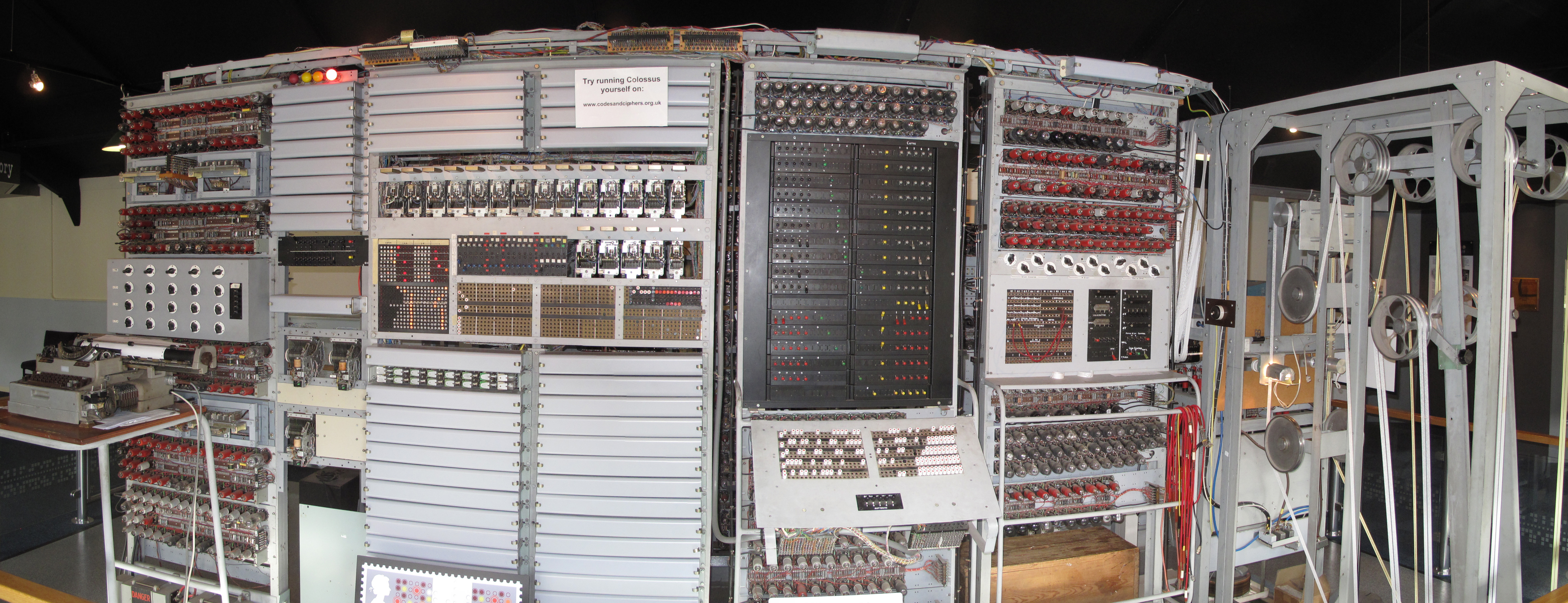
콜로서스 재건축 전면 모습 (오른쪽에서 왼쪽): (1) 메시지 테이프가 연속 루프에 있고 두 번째 테이프가 로드된 "침대 프레임". (2) 선택 패널과 플러그 패널이 포함된 J-랙. (3) 큰 "Q" 스위치 패널과 기울어진 패치 패널이 있는 K-랙. (4) 제어 패널과 우표 이미지 위에 5개의 두 줄 카운터 디스플레이가 포함된 이중 S-랙. (5) C-랙에 있는 5세트의 네 자리 "총합 설정" 십진 스위치 앞에 있는 전기 타자기.

## 기타 의미
1970년 영화 콜로서스에는 콜로서스라는 가상의 컴퓨터가 등장했는데, 이 영화는 D. F. 존스의 1966년 소설 콜로서스를 원작으로 한다. 이는 콜로서스에 대한 정보나 심지어 그 이름이 대중에 공개되기 전에 만들어진 우연의 일치였다.
닐 스티븐슨의 소설 《크립토노미콘》(1999) 또한 튜링과 블레츨리 파크가 맡았던 역사적 역할에 대한 가상적인 서술을 담고 있다.

## 같이 보기
- 컴퓨터의 역사
- Z3 (컴퓨터)

## 참고 자료
- Anderson, David (2007), 《Was the Manchester Baby conceived at Bletchley Park?》 (PDF), British Computer Society, 2015년 9월 23일에 원본 문서 (PDF)에서 보존된 문서, 2015년 4월 25일에 확인함
- Budiansky, Stephen (2000), 《Battle of wits: The Complete Story of Codebreaking in World War II》, Free Press, ISBN 978-0684859323
- Budiansky, Stephen (2006), 《Colossus, Codebreaking, and the Digital Age》, 52–63쪽 in Copeland (2006)
- Carter, Frank (2008), 《Codebreaking with the Colossus Computer》, Bletchley Park Reports 1 New판, Bletchley Park Trust, ISBN 978-1-906723-00-2
- Chandler, W. W. (1983), “The Installation and Maintenance of Colossus”, 《IEEE Annals of the History of Computing》 5 (3): 260–262, doi:10.1109/MAHC.1983.10083, S2CID 15674470
- Coombs, Allen W. M. (July 1983), “The Making of Colossus”, 《IEEE Annals of the History of Computing》 5 (3): 253–259, doi:10.1109/MAHC.1983.10085, S2CID 597530
- Copeland, B. J. (Oct–Dec 2004), “Colossus: its origins and originators”, 《IEEE Annals of the History of Computing》 26 (4): 38–45, doi:10.1109/MAHC.2004.26, S2CID 20209254
- Copeland, B. Jack, 편집. (2006), 《Colossus: The Secrets of Bletchley Park's Codebreaking Computers》, Oxford: Oxford University Press, ISBN 978-0-19-284055-4
- Copeland, B. Jack (2006), 《Introduction》 in Copeland (2006)
- Copeland, B. Jack (2006), 《Machine against Machine》 in Copeland (2006)
- Copeland, B. Jack (2006), 《Turingery》 in Copeland (2006)
- Copeland, B. Jack;  외. (2006), 《"Mr Newman's section"》 in Copeland (2006)
- Copeland, B. Jack (2010), “Colossus: Breaking the German 'Tunny' Code at Bletchley Park. An Illustrated History”, 《The Rutherford Journal》 3
- Copeland, B. Jack (2011), 《Colossus and the Dawning of the Computer Age》, 305–327쪽 in Erskine & Smith (2011)
- Erskine, Ralph; Smith, Michael, 편집. (2011), 《The Bletchley Park Codebreakers》, Biteback Publishing Ltd, ISBN 9781849540780 Updated and extended version of Action This Day: From Breaking of the Enigma Code to the Birth of the Modern Computer Bantam Press 2001
- Fensom, Harry (2006), 《How Colossus was Built and Operated – One of its Engineers Reveals its Secrets》, 297–303쪽 in Copeland (2006)
- Flowers, Thomas H. (1983), “The Design of Colossus”, 《Annals of the History of Computing》 5 (3): 239–252, doi:10.1109/MAHC.1983.10079, S2CID 39816473
- Flowers, Thomas H. (2006), 《Colossus》 in Copeland (2006)
- Gannon, Paul (2007), 《Colossus: Bletchley Park's Greatest Secret》, London: Atlantic Books, ISBN 978-1-84354-331-2
- “GCHQ Celebrates 80 Years of Colossus”. GCHQ. 2024년 1월 18일. 2024년 1월 21일에 확인함.
- Goldstine, Herman H. (1980), 《The Computer from Pascal to von Neumann》, Princeton University Press, ISBN 978-0-691-02367-0
- Good, Jack; Michie, Donald; Timms, Geoffrey (1945), 《General Report on Tunny: With Emphasis on Statistical Methods》, UK Public Record Office HW 25/4 and HW 25/5
  - “(facsimile)”. 2010년 9월 17일에 원본 문서에서 보존된 문서. 2010년 9월 15일에 확인함 – AlanTuring.net 경유.
  - Sale, Tony (2001). “Part of the "General Report on Tunny", the Newmanry History, formatted by Tony Sale” (PDF). 2005년 5월 15일에 원본 문서 (PDF)에서 보존된 문서. 2010년 9월 20일에 확인함 – codesandciphers.org.uk 경유.
  - “General Report on Tunny, Part 1”. Graham Ellsbury. 2020년 11월 30일에 확인함.
  - “General Report on Tunny, Part 2”. Graham Ellsbury. 2020년 11월 30일에 확인함.
- Good, I. J. (1979), “Early Work on Computers at Bletchley”, 《IEEE Annals of the History of Computing》 1 (1): 38–48, doi:10.1109/MAHC.1979.10011, S2CID 22670337
- Good, I. J. (1980), 〈Pioneering Work on Computers at Bletchley〉,   Metropolis, Nicholas; Howlett, J.; Rota, Gian-Carlo, 《A History of Computing in the Twentieth Century》, New York: Academic Press, ISBN 0124916503
- Hayward, Gil (1993), 《Operation Tunny》 in Hinsley & Stripp 1993, 175–192쪽
- Hinsley, F.H.; Stripp, Alan, 편집. (1993) [1992], 《Codebreakers: The inside story of Bletchley Park》, Oxford: Oxford University Press, ISBN 978-0-19-280132-6
- Kenyon, David (2019). 《Bletchley Park and D-Day: The Untold Story of How the Battle for Normandy Was Won》. New Haven and London: Yale University Press. ISBN 978-0-300-24357-4.
- McKay, Sinclair (2010), 《The Secret Life of Bletchley Park: The WWII Codebreaking Centre and the men and women who worked there》, London: Aurum Press, ISBN 9781845135393
- Randell, Brian (1982) [1977], 〈Colossus: Godfather of the Computer〉, 《The Origins of Digital Computers: Selected Papers》, New York: Springer-Verlag, ISBN 9783540113195
- Randell, Brian (1980), 〈The Colossus〉 (PDF),   Metropolis, N.; Howlett, J.; Rota, Gian-Carlo, 《A History of Computing in the Twentieth Century》, Elsevier Science, 47–92쪽, ISBN 978-0124916500
- Randell, Brian (2006), 《Of Men and Machines》, 141–149쪽 in Copeland (2006)
- Sale, Tony (2000), 〈The Colossus of Bletchley Park – The German Cipher System〉,   Rojas, Raúl; Hashagen, Ulf, 《The First Computers: History and Architecture》, Cambridge, Massachusetts: The MIT Press, 351–364쪽, ISBN 0-262-18197-5
- Small, Albert W. (December 1944), 《The Special Fish Report》 describes the operation of Colossus in breaking Tunny messages
- Tutte, William T. (2006), 《Appendix 4: My Work at Bletchley Park》, 352–369쪽 in Copeland (2006)
- Wells, B (2004), “A Universal Turing Machine Can Run on a Cluster of Colossi”, 《Abstracts of the American Mathematical Society》 25: 441
- Wells, Benjamin (2006), 《"The PC-User's Guide to Colossus"》, 116–140쪽 in Copeland (2006)